# Saint George (Antigua en Barbuda)
Saint George is een van de zes parishes van Antigua en Barbuda. De parish omvat de plaatsen Barnes Hill, Carlisle, Coolidge, New Winthorpes, Pigotts, Sea View Farm, en Upper Light Foot.  Coolidge is de hoofdplaats van de parish. Het eiland Green Island behoort tot de parish.
Het vliegveld V. C. Bird International Airport bevindt zich in de parish.

## Galerij

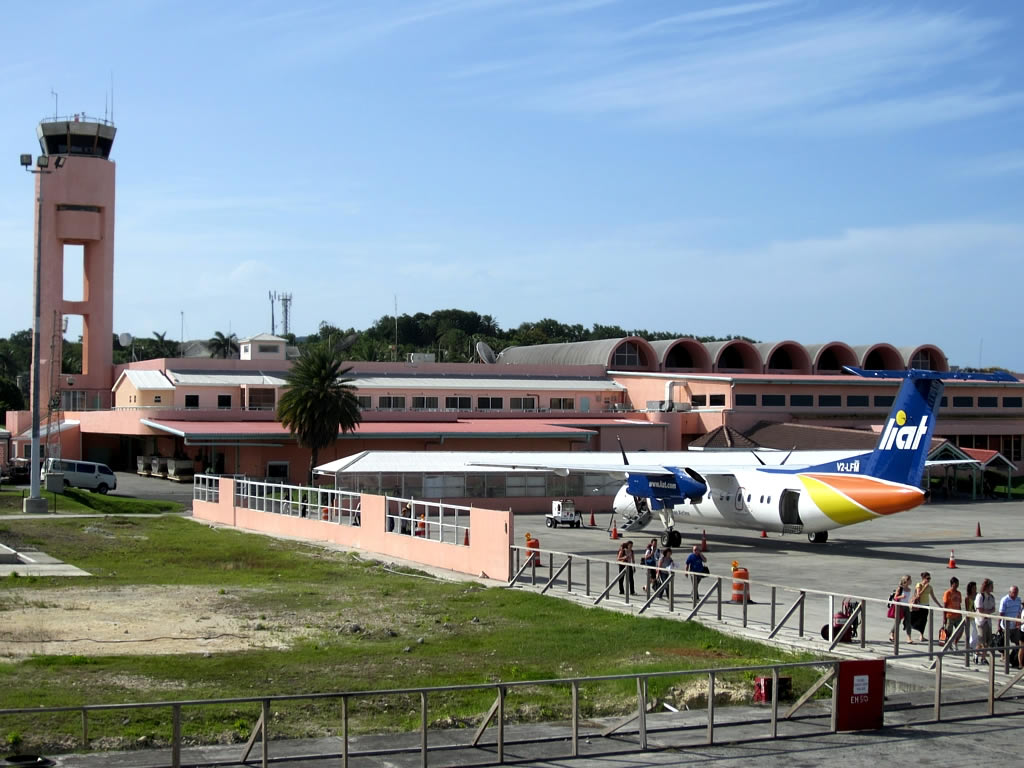
Oude terminal van V. C. Bird International Airport
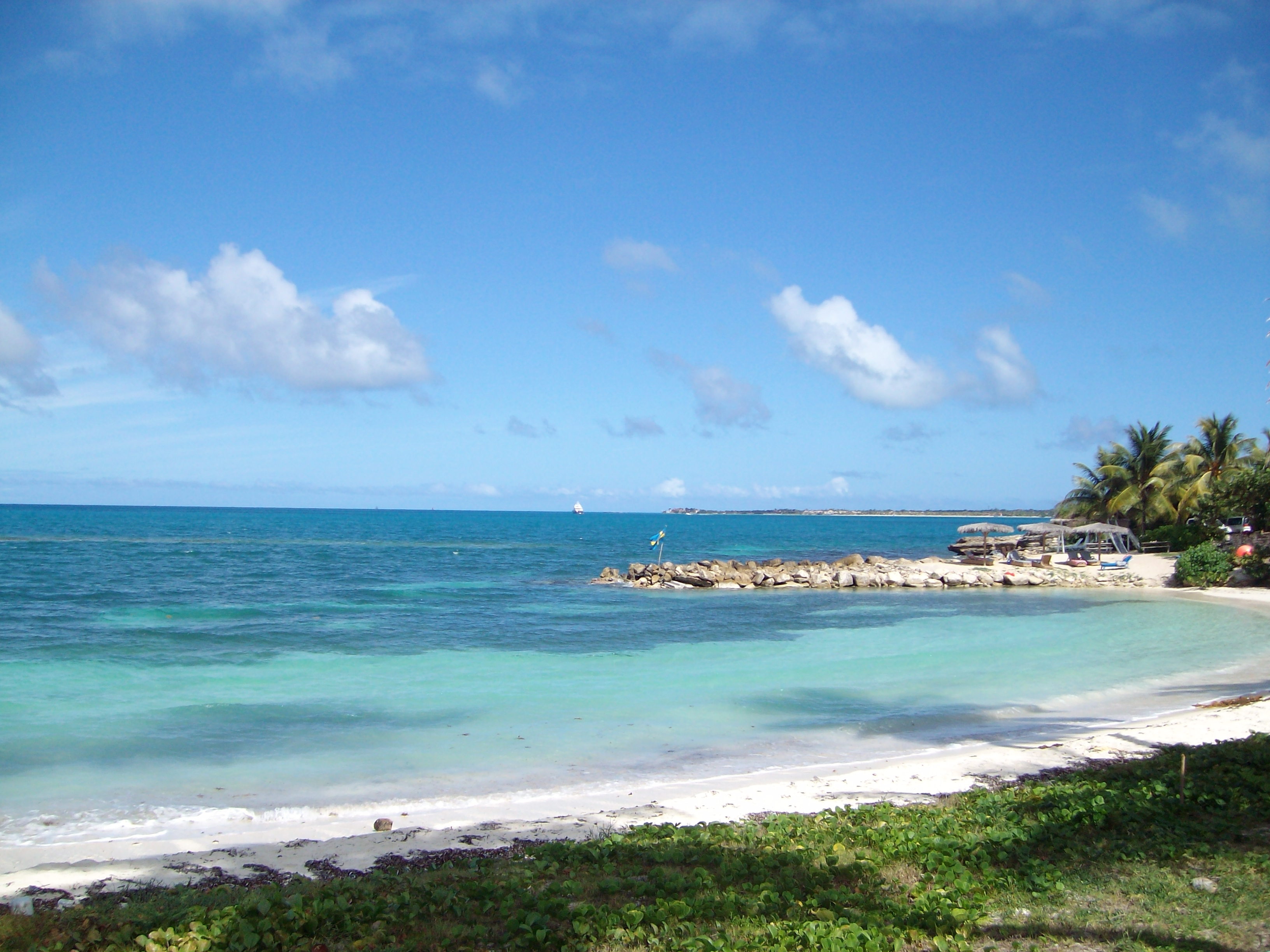
Dutchman's Bay